# 鈴鹿医療科学大学東洋医学研究所
鈴鹿医療科学大学東洋医学研究所（すずかいりょうかがくだいがくとうよういがくけんきゅうじょ）は、三重県鈴鹿市岸岡町にある東洋医学の研究を専門とした鈴鹿医療科学大学の研究所であり、天津中医薬大学との合同による中国古来の鍼灸と中医薬技術を導入することで西洋医学との融合を図ることを目的としている。

## 沿革
- 1999年7月 - 設立。
- 2000年 - 文部科学省の私立大学学術研究高度化推進事業「ハイテク・リサーチ・センター整備事業」の対象となる。
- 2004年 - プロジェクト研究終了